# کینگلا
کینگلا (Kingella kingae) یک باکتری گرم منفی غیر بیماریزا از خانواده نایسریاسه است. این کوکوباسیل هوازی اولین بار 1960 مشاهده شد. این باکتری به ندرت در استئومیلیت ، آرتریت ، اندوکاردیت و ... مشاهده شده‌است.
کینگلا یکی از باکتریهای مولد اندوکاردیت عفونی عضو گروه HACEK است. 